# Envall
Envall és un poble de la Vall Fosca, pertanyent al municipi de la Torre de Cabdella, al Pallars Jussà. Havia format part, fins al 1970, de l'antic terme de la Pobleta de Bellveí. Està situat a llevant de la Pobleta de Bellveí, al fons de la vall del barranc d'Envall, sota i a ponent del Serrat de Ruixou. És a la part baixa del Serrat de la Cabaneta, en una carena emmarcada per l'esmentat barranc d'Envall pel costat sud i pel barranc dels Escasals pel nord.
Les Bordes d'Envall era un veïnat de bordes situat al nord del poble, a la carena de les Serrats, que davalla cap al sud-oest de lo Cogulló.
Una antiga pista convertida en estreta carretera local asfaltada uneix la Pobleta de Bellveí amb Envall, en 2,7 km de lleuger ascens. Envall està situat a llevant de la vila que fou cap del seu municipi.

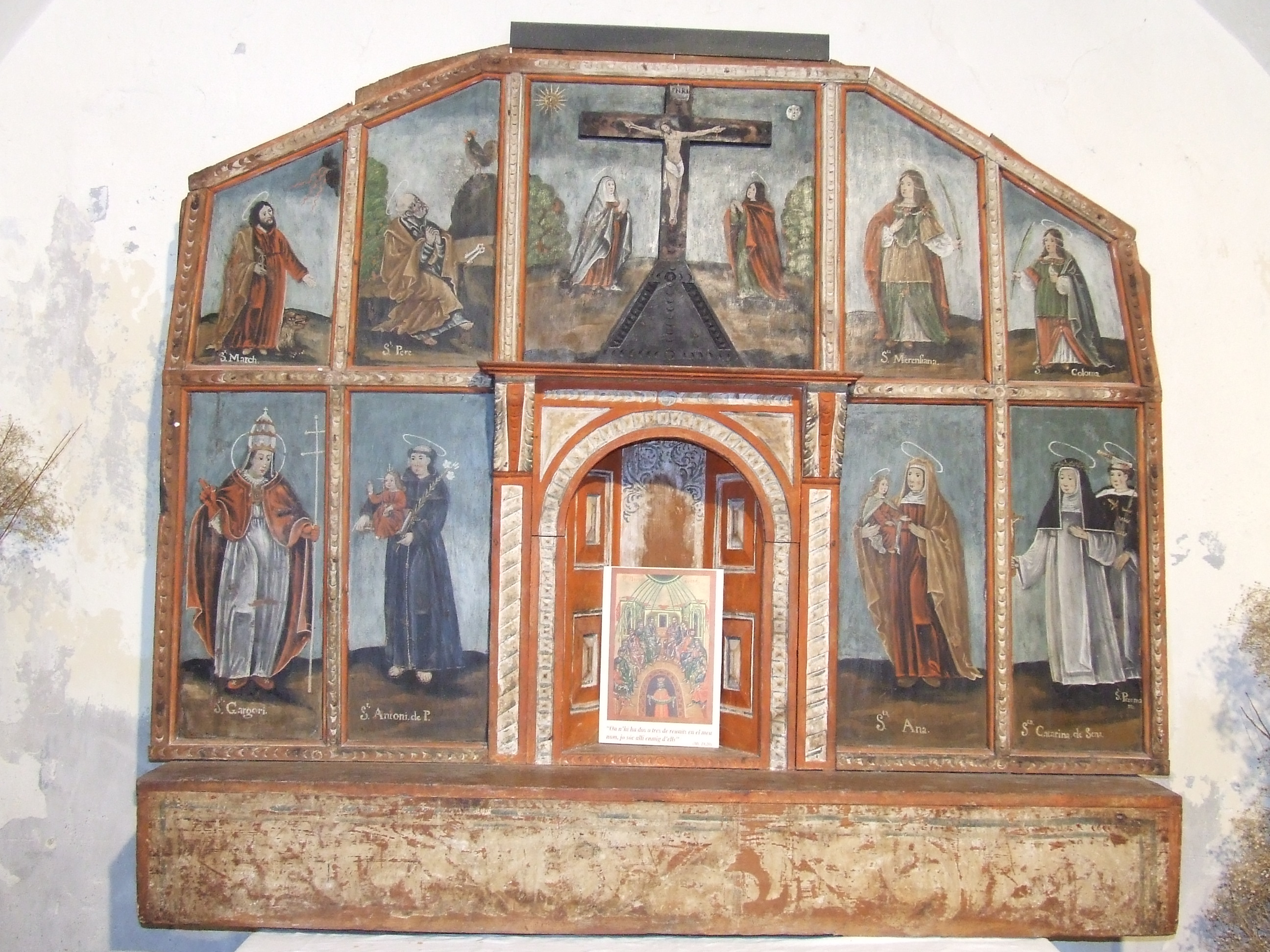
Retaule d'Envall conservat a la Pobleta de Bellveí

L'església d'Envall, dedicada a sant Jaume (antigament era dedicada a sant Martí), és sufragània de Sant Feliu de la Pobleta de Bellveí. Sant Jaume d'Envall està documentada des d'antic, però no sembla conservar res de l'obra romànica.
El seu estil actual és barroc civil. A l'església de la Pobleta es pot veure la imatge de sant Jaume i el retaule de santa Anna, que són les úniques relíquies que es van conservar després de la guerra civil, ja que membres de la FAI van cremar els retaules en un prat de sota el poble. L'altar que van construir durant el franquisme era obra del Carlí, un escultor pallarès de renom a la comarca, però avui en dia es troba en molt mal estat de conservació.
El 2001 es va esfondrar la façana sud de l'església, i es van perdre les pintures murals que s'hi conservaven. L'església fou parcialment reconstruïda pels veïns, per tal d'estabilitzar l'edifici, amb l'ajuda d'un camp de treball internacional, el 2004. Tot i així, continua amb greus deficiències estructurals i mig derruïda, a l'espera del finançament necessari per a reprendre'n la recuperació. El poble, malgrat l'estat ruïnós en què es troba, mostra molts elements d'un passat important. A part de l'església, una part de les parets conservades presenten un aparell clarament medieval, que porten a endevinar la possibilitat d'un clos que recollís tot al poble al voltant dels dos carrers principals, que confluïen en l'església.
| Restes de l'Envall medieval          | Restes de l'Envall medieval        | Restes de l'Envall medieval     |
| ------------------------------------ | ---------------------------------- | ------------------------------- |
| Basament atalussat i amb espitlleres | Restes del clos del poble, al nord | Part de la murada nord del clos |
| Basament atalussat i amb espitlleres | Restes del clos del poble, al nord | Part de la murada nord del clos |

## Etimologia
És un dels topònims més transparents de tot el Pallars Jussà: d'in valle (a la vall), el poble d'Envall és en el fons d'una vall tributària del Flamisell. Es tracta, doncs, d'un topònim d'origen llatí tardà o romànic primitiu, de caràcter descriptiu.

## Història

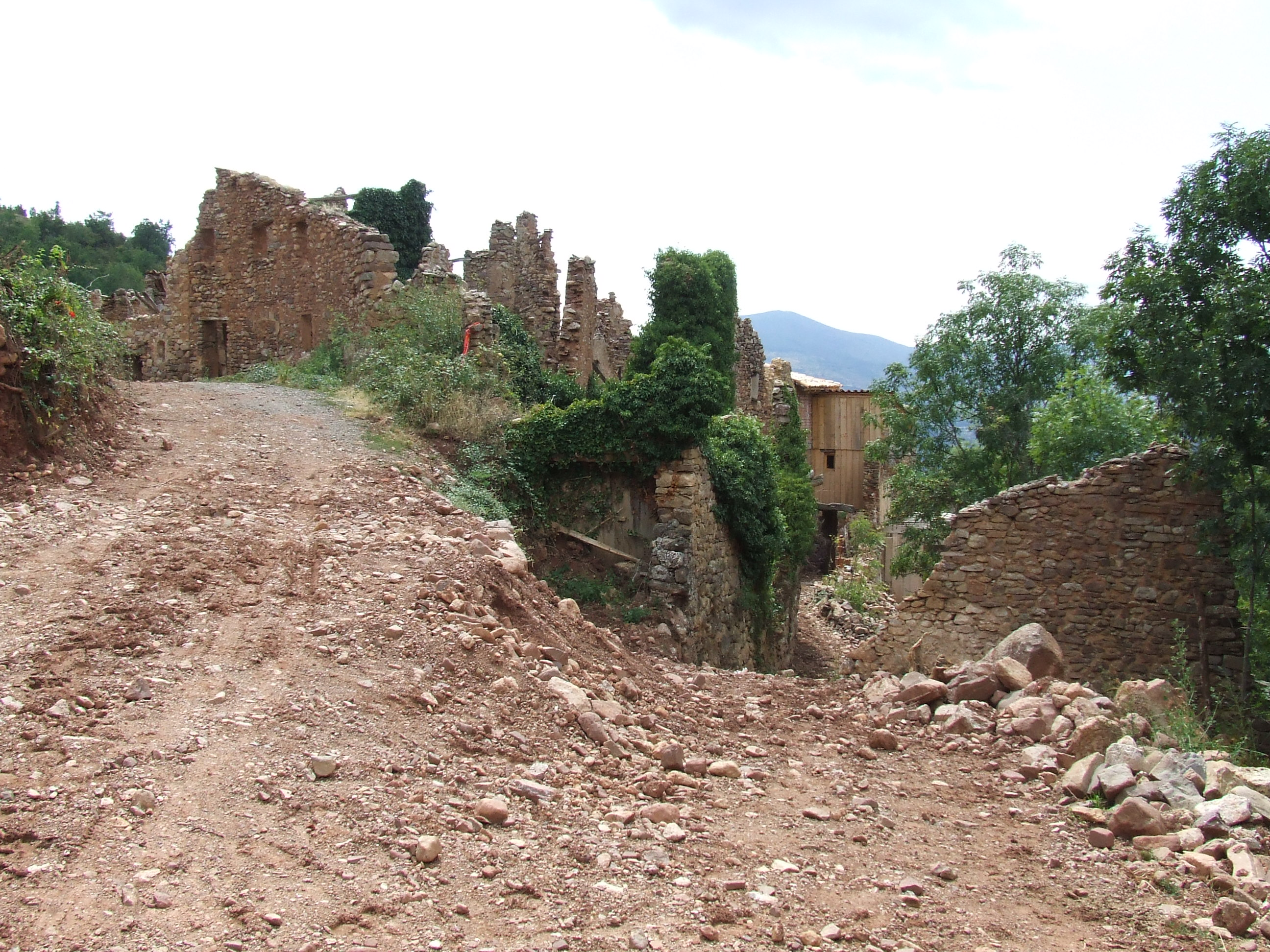
Les restes del poble d'Envall, el 2009. A la dreta, les cases recuperades

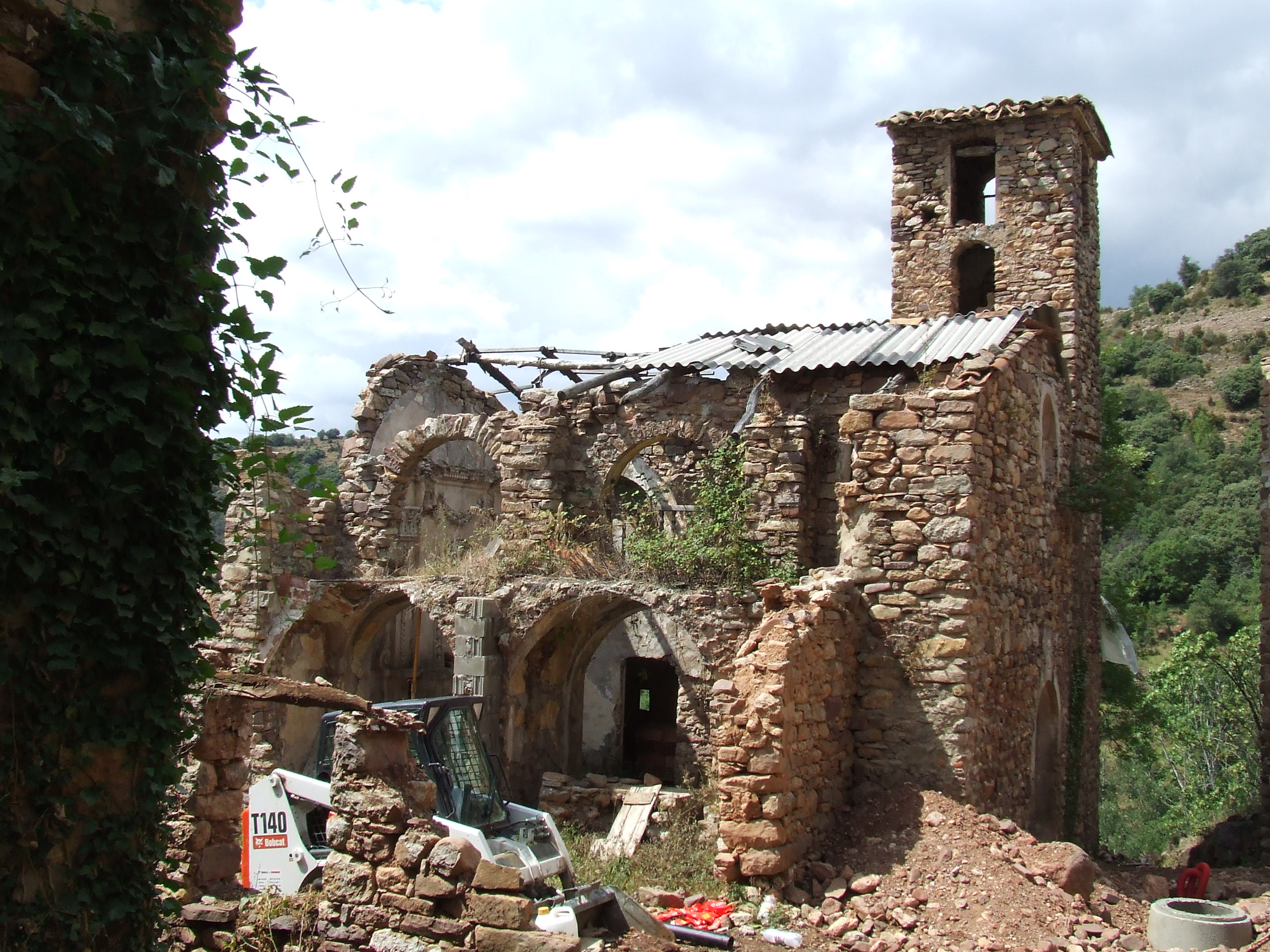
L'església, amb la façana meridional caiguda i la resta, en fase de consolidació i reconstrucció

El poble d'Envall apareix documentat ja el 834 (Invalle).
En el fogatge del 1380, Envall consta amb 2 focs (uns 10 habitants) en poder del monestir de Santa Maria de Gerri, i es mantingué en poder seu fins a les desamortitzacions del segle xix. En el Fogatge del 1553 hi consten dos focs (uns 10 habitants). El 1718 hi consten 35 habitants.
Entre 1812 i el febrer del 1847 Envall i Serraspina gaudiren, conjuntament, d'ajuntament propi. Es formà a partir de la promulgació de la Constitució de Cadis i el seu desplegament, i fou suprimit, agregant-lo a la Pobleta de Bellveí, a causa del límit fixat en la llei municipal del 1845 del mínim de 30 veïns (caps de família) indispensables per a mantenir l'ajuntament propi.
El 1831 constaven 54 habitants, dins del senyoriu de l'abat del Monestir de Gerri.
En el Diccionario geográfico... de Pascual Madoz, del 1845, apareix un article dedicat a Envall llamado tambin Anvall (sic). Situat a la costa d'una muntanya, amb exposició a l'oest, entre dos barrancs, el combaten principalment els vents de l'oest. El clima és propens a inflamacions. Tenia 12 cases, i els habitants treien l'aigua d'un pou proper, i quan s'assecava, d'un dels dos barrancs, encara que l'aigua que duien no era de gaire qualitat. L'església és annexa a la de la Pobleta de Bellveí. Es trobava en el seu terme un despoblat anomenat Serraspina, que es deia que pertanyia a un poble derruït denominat, segons alguns, Pomforniu (Puiforniu), i segons altres Castellestaho. A la mateixa zona hi ha arbrat abundant, amb roures, nogueres, boixos i alguns arbres fruiters. El terreny era muntanyós i pedregós, de qualitat inferior. S'hi produïen cereals, patates, llegums i hortalisses, i s'hi criaven ovelles i vaques; de cacera, conills, perdius, llebres i ocells de pas. Eren en total 9 veïns (caps de família) i 54 ànimes (veïns).
Tot i que a principis dels anys 80 va quedar deshabitat i moltes cases van iniciar un greu procés de degradació fins a convertir-se en munts de runa, va tornar a ser un poble habitat el 2002, i actualment compta amb tres veïns permanents.
El 2004 els veïns i amics d'Envall fundaren una associació per a la recuperació i dinamització del poble, que duu a terme periòdicament activitats culturals, com la realització de camps de treball, tallers de construcció amb pedra seca, etc. L'associació Envall Fosca ha promogut, juntament amb el Consell Comarcal del Pallars Jussà, l'estudi de revitalització dels pobles deshabitats de la comarca. L'esforç d'aquest grup de persones ha fet que, a poc a poc, el poble comenci a recuperar-se de les ruïnes en què havia quedat.

## Dolmen de la Cabaneta
L'any 2007, un membre d'aquesta associació va redescobrir el Dolmen de la Cabaneta (el topònim amb què es coneix el serrat on es troba fa palès el fet que en la memòria de la població d'Envall hi hagués consciència de l'existència d'aquest dolmen, tot i que devia fer prou anys que romania oblidat), al lloc on confronta el terme d'Envall amb el de Ruixou. Es tracta d'un monument funerari de l'edat del bronze (fa 4000-4500 anys), que havia passat desapercebut durant mil·lennis, tot i que els fills d'Envall el coneixien amb el nom de la Cabaneta. Aquest dolmen és l'únic del municipi de la Torre de Cabdella, i destaca pel seu bon estat de conservació. Envall Fosca va promoure, el 2008, juntament amb el Parc Nacional d'Aigüestortes i Estany de Sant Maurici, la catalogació i estudi del monument megalític, i la construcció i senyalització d'un itinerari a peu des de la Pobleta de Bellveí fins al Dolmen de la Cabaneta. El camí passa per Envall aprofitant l'antic camí de ferradura i puja paral·lel al barranc de la Beana fins a arribar al cap del serrat on es troba el Dolmen. Des d'Envall, hi ha tres quarts d'hora a peu i una hora i mitja des de la Pobleta.

## Festes i tradicions
Tot i que el patró actual d'Envall és Sant Jaume (l'antic era Sant Martí), la festa major se celebra el segon diumenge de setembre, ja que tradicionalment la gent feia les feines pel camp durant el juliol i no les podien abandonar.
Tot i no ser una tradició gaire antiga, ja que és de nova factura, Envall té el seu raconet en el Romanço de la Vall Fosca, de Jaume Arnella, després del fragment dedicat a Cabdella:
| «                                         | Et trobes amb La Pobleta ja només d'entrar a la Vall, Estavill queda a l'esquerra i a la dreta queda Envall. | » |
| — Jaume Arnella, Romanço de la Vall Fosca | |   |

I el Romanço... continua a la Plana de Mont-ros.